# Gyruss
Gyruss – gra arcade firmy Konami, wyprodukowana w 1983 roku. Autorem gry był Yoshiki Okamoto (który wcześniej wykonał dla Konami grę Time Pilot na której oparł później Gyrussa). Po sukcesie gry została ona przeportowana na większość dostępnych w tym czasie konsoli i komputerów domowych (C64, Atari). Gyruss jest pierwszą grą arcade posiadającą muzykę w stereo, dodatkowo słynna jest ścieżka muzyczna gry, wykorzystująca motyw Toccaty i Fugi Jana Sebastiana Bacha.